# D.I.G.I.T.A.L.
D.I.G.I.T.A.L. – dziewiąty solowy album rapera KRS-ONE. Na płycie usłyszeć można utwory z płyty z 1995 roku pod tytułem KRS-ONE. Są to: "Free Mumia" oraz "Ah, Yeah!". Można tu usłyszeć też wielu gości: Common, Shock G czy Truck Turner. D.I.G.I.T.A.L. to drugi album KRS-ONE wydany w roku 2003. Utwory "Intro: You Know What's Up!" i "Smiling Faces" ukazały się wcześniej na płycie Digital Underground Who Got The Gravy? pod innymi tytułami ("I Shall Return" i "Cyber Teeth Tigers").

## Lista utworów
1. "Intro: You Know What's Up!"
2. "For Example"
3. "Tell The Devil Ha!"
4. "When The Moon"
  - Gościnnie Courtney Terry
5. "Free Mumia"
  - Gościnnie Channel Live
  - Zawiera sample z "Hard To Handle" wykonawcy Otis Redding
6. "Ah Yeah!"
7. "Bring It To The Cypher"
  - Gościnnie Truck Turner
8. "As You Already Know"
  - Gościnnie Truck Turner, Big Punisher i Kool G Rap
9. "A Freestyle Song"
  - Gościnnie Common
  - Zawiera beat "Who Shot Ya" Notorious B.I.G.
10. "Article (Remix)"
  - Gościnnie Mad Lion, Shelly Thunder & Whitey Don
11. "Music For The '90s"
  - Gościnnie G. Simone
  - Produced by Kid Capri
12. "Let It Flow (Get You In The Mood)"
  - Gościnnie Courtney Terry
13. "Remember"
14. "No Wack DJ's"
15. "We Don’t Care Anymore"
16. "Smilin' Faces"
  - Gościnnie Shock G z Digital Underground
  - Zawiera sample z "Smiling Faces Sometimes" wykonawcy The Undisputed Truth
17. "Hiphop Vs. Rap"
18. "Woop! Woop! (Showbiz Remix)"
19. "Harmony And Understanding"
20. "Outro: I'll Be Back"